# Henry Horn (Politiker)
Henry Horn (*  1786 in Philadelphia, Pennsylvania; † 12. Januar 1862 in Flourtown, Pennsylvania) war ein US-amerikanischer Politiker. Zwischen 1831 und 1833 vertrat er den Bundesstaat Pennsylvania im US-Repräsentantenhaus.

## Werdegang
Henry Horn besuchte vorbereitende Schulen. Nach einem anschließenden Jurastudium und seiner Zulassung als Rechtsanwalt begann er in Philadelphia in diesem Beruf zu arbeiten. In den 1820er Jahren schloss er sich der Bewegung um den späteren Präsidenten Andrew Jackson an und wurde Mitglied der von diesem 1828 gegründeten Demokratischen Partei. Bei den Kongresswahlen des Jahres 1830 wurde er im zweiten Wahlbezirk von Pennsylvania in das US-Repräsentantenhaus in Washington, D.C. gewählt, wo er am 4. März 1831 die Nachfolge von Joseph Hemphill antrat. Da er im Jahr 1832 nicht bestätigt wurde, konnte er bis zum 3. März 1833 nur eine Legislaturperiode im Kongress absolvieren. Seit dem Amtsantritt von Präsident Jackson im Jahr 1829 wurde innerhalb und außerhalb des Kongresses heftig über dessen Politik diskutiert. Dabei ging es um die umstrittene Durchsetzung des Indian Removal Act, den Konflikt mit dem Staat South Carolina, der in der Nullifikationskrise gipfelte, und die Bankenpolitik des Präsidenten.
Nach dem Ende seiner Zeit im US-Repräsentantenhaus praktizierte Henry Horn wieder als Anwalt in Philadelphia. In den Jahren 1845 und 1846 leitete er die dortige Zollverwaltung. Er starb am 12. Januar 1862 in Flourtown und wurde in Philadelphia beigesetzt.